# Система електроживлення тролейбуса

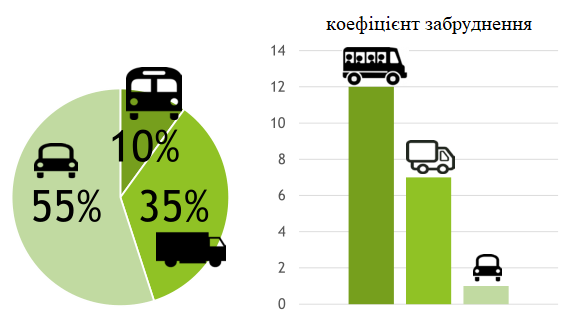

Використання тролейбуса є вкрай доцільним, адже він має ряд переваг порівняно з іншими відомими видами транспортних засобів, серед яких:
- Екологічність. Тролейбус є значно більш екологічним, ніж транспортні засоби, які працюють на паливі. Тролейбус дає змогу значно покращити екологічні умови у місті, адже при його використанні відсутні викиди в навколишнє середовище, в той час як ТС на паливі, а саме автобуси, легкові та вантажні автомобілі здійснюють величезну кількість викидів у повітря, вони забруднюють його на 95 %.
- Низька вартість експлуатації. Використання тролейбуса є досить вигідним через низьку вартість електроенергії, яку він використовує, в порівнянні з паливом, на якому працюють інші транспортні засоби.

## Система електроживлення звичайного тролейбуса

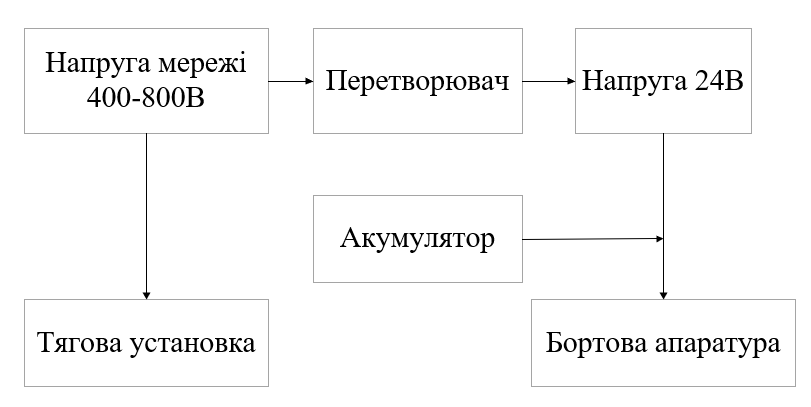
Система електроживлення звичайного тролейбуса

Тролейбус має тягову установку (двигун), яка живиться від напруги мережі 400—800 В. Для живлення бортової апаратури напруга мережі понижується з допомогою перетворювача до величини 24 В. Для забезпечення функціонування бортової апаратури тролейбуса навіть у разі раптового зникнення напруги мережі (наприклад, штанги тролейбуса зійшли з дротів) встановлено акумулятор.  
Недоліки звичайного тролейбуса:
- Прив'язаність тролейбуса до ліній мережі;
- Низька мобільність.

Тому в зв'язку з цим краще використовувати тролейбус з великим запасом автономного ходу.
Переваги такого тролейбуса порівняно зі звичайним:
- Використовується наявна інфраструктура, при цьому тролейбус має можливість об'їжджати перепони та функціонувати навіть при обриві чи обледенінні контактних дротів, тобто при зупинці подачі до нього напруги мережі;
- Значна економія коштів у містах, адже не потрібно протягувати нові мережі та будувати підстанції в місцях, де вони відсутні, тому що тролейбус з великим запасом автономного ходу зможе подолати ці ділянки.

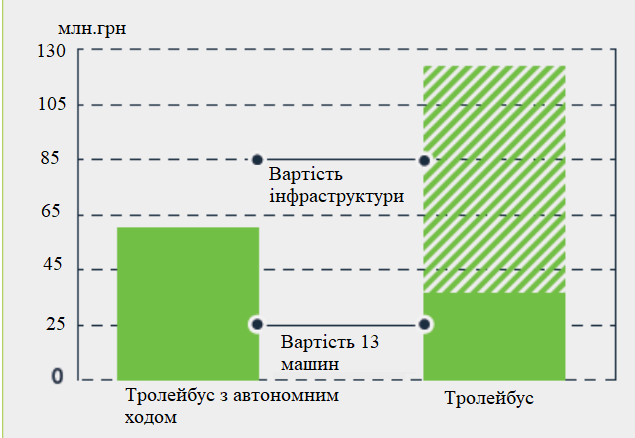
Порівняння вартості експлуатації тролейбуса з автономним ходом і звичайного тролейбуса

## Система електроживлення тролейбуса з великим запасом автономного ходу

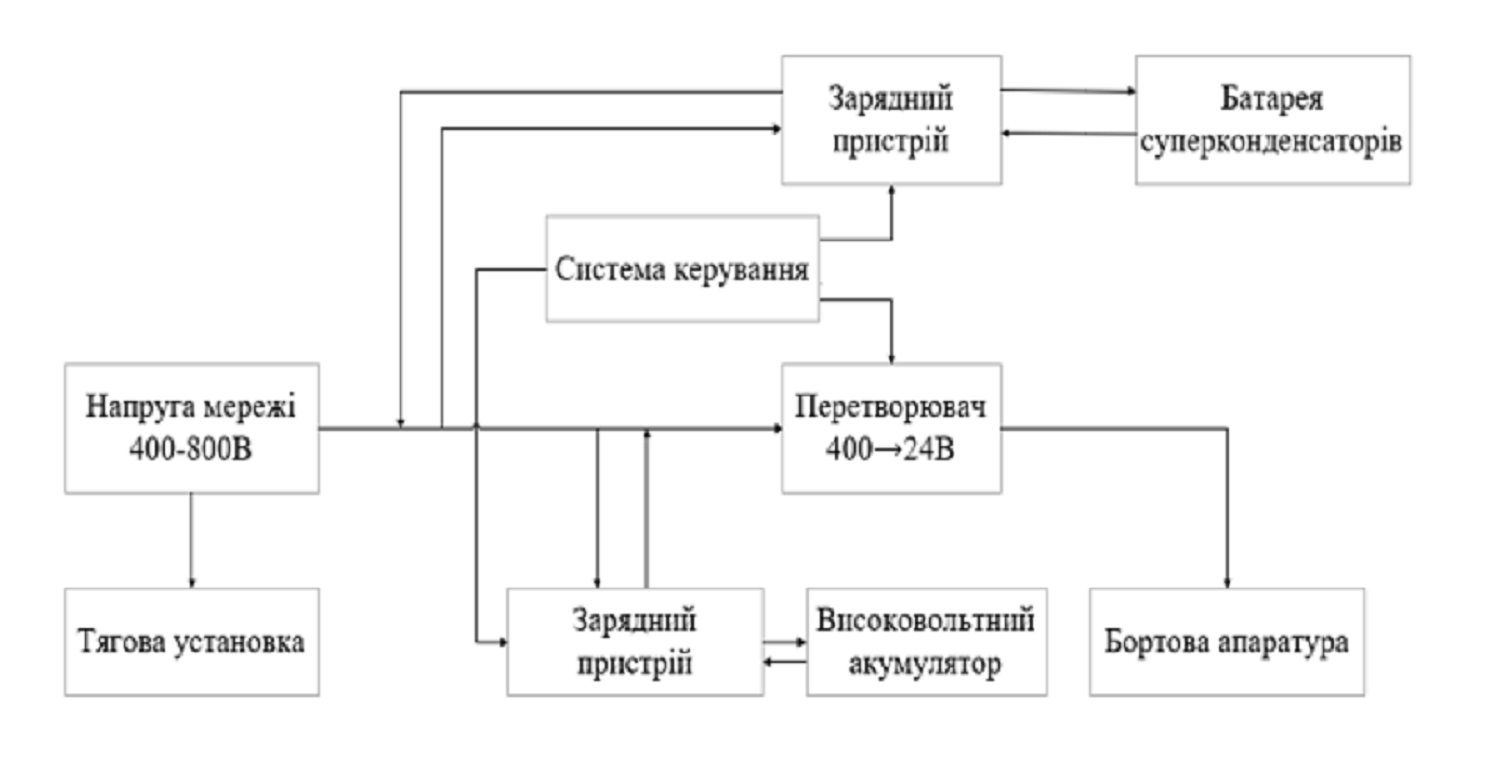
Система електроживлення тролейбуса з великим запасом автономного ходу

Частину маршруту тролейбус пересувається при наявності напруги контактної мережі, накопичуючи енергію в акумуляторній батареї, потім від'єднується  і за рахунок накопиченої енергії рухається самостійно на великі відстані, тобто за відсутності напруги мережі тягова установка такого тролейбуса живиться від акумулятора. Напруга акумулятора становить 600 В. Система керування призначена для керування зарядними пристроями та перетворювачем, який конвертує напругу контактної мережі 400—800 В до величини 24 В задля живлення бортової апаратури тролейбуса.
Акумулятор ефективно використовувати, якщо тролейбус рухається при відсутності напруги контактної мережі. Коли тролейбус гальмує, енергія з механічної перетворюється в електричну і її треба акумулювати задля подальшого повторного використання. Проте акумулятор не може заряджатися короткими імпульсами, тому що під час режиму передачі енергії (рекуперації) енергія передається короткочасно і струм рекуперації має високу амплітуду, тому акумулятор не може заряджатися таким високим струмом, що є недоліком. Тому паралельно до акумулятора необхідно встановлювати батарею суперконденсаторів. Це пояснюється тим, що суперконденсатори можуть заряджатися великими струмами, а акумулятор — ні. В зв'язку з цим суперконденсатори будуть приймати на себе імпульс рекуперації, а потім за потреби акумулятор буде забирати від них енергію. Це проілюстровано на рисунку нижче.
При плавному пуску двигуна кількість обертів плавно зростає, при постійній швидкості вона є сталою. При вибігу, тобто коли тролейбус рухається за інерцією, кількість обертів двигуна зменшується, а коли тролейбус гальмує, вона різко зменшується.
Розглянемо випадок автономного ходу тролейбуса. При плавному пуску двигуна та постійній швидкості тролейбуса енергія відбирається від акумулятора, при русі за інерцією енергія від акумулятора не відбирається, а при гальмуванні механічна енергія перетворюється в електричну і запасається у батареї суперконденсаторів, після чого в разі потреби віддається акумулятору.
У випадку руху від мережі механізм аналогічний, але енергія відбирається від мережі, запасається в акумуляторі, а потім повертається в мережу.
В звичайних тролейбусах також присутній режим рекуперації, але вона ніде не запасається, а одразу віддається в мережу, що є недоліком. Адже не всі тягові підстанції можуть працювати в режимі рекуперації, тому рекуперація є не завжди можливою. Якщо рекуперація неможлива, в тяговій системі є гальмівний резистор для скидання цієї енергії. Якщо рекуперація присутня, то енергія, що передається на підстанцію, має подолати великий шлях, тому ефективність повторного використання цієї енергії вкрай низька. Тому ефективніше рекуперувати цю енергію в самій системі, а потім віддавати. Це забезпечить менші втрати.